# 州街站
州街站（英語：State station）位于波士顿市中心州街上，是隶属于马萨诸塞湾交通局的地铁换乘车站。车站坐落在老州议会大厦的正下方，老州议会大厦如今是车站的其中一个入口。州街站是波士顿地铁四座枢纽站之一，可以在地铁橙线和蓝线之间换乘。
地铁蓝线站台最初于1904年建成，是马萨诸塞湾交通局地铁中最古老的重型铁路地铁站。（1897年开放的特里蒙特街地铁隧道仅行驶轻轨绿线列车）2011年翻新装修之后，车站升级改造为无障碍车站。

## 历史

### 东波士顿隧道

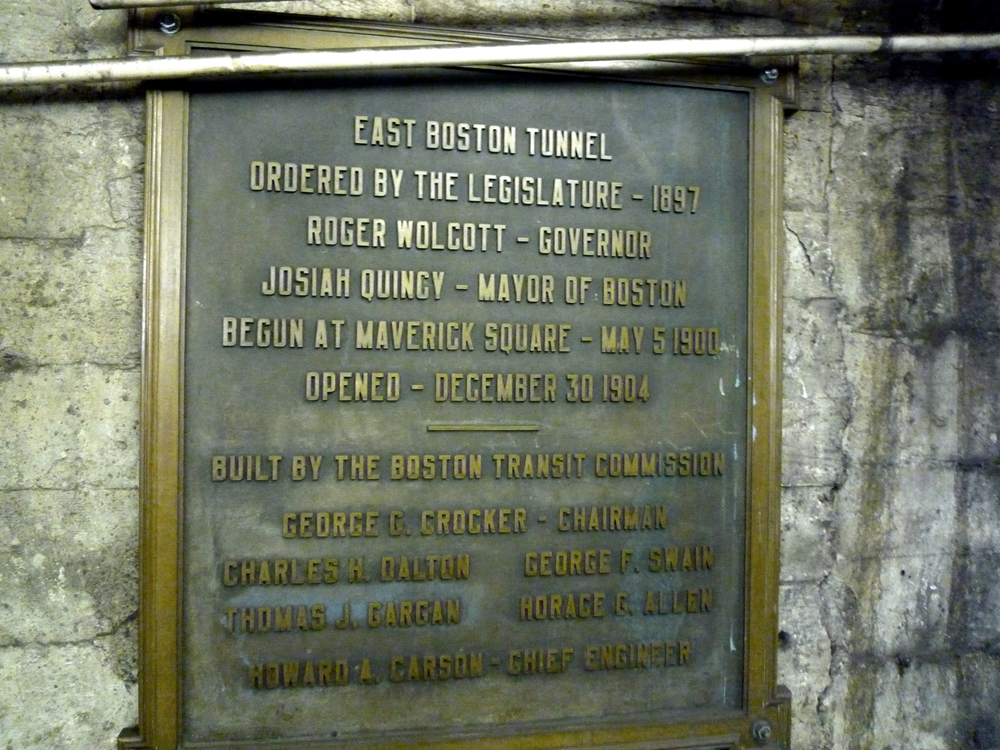
安置在州街站内的标注了东波士顿隧道竣工及开通事件的牌匾

州街站的蓝线站台与东波士顿隧道于1904年12月30日正式启用，地铁列车往返于波士顿市中心和东波士顿地区。车站的入口设置与众不同，其中一个出入口在波士顿最著名的历史遗迹老州议会大厦内，极具迷惑性，大多数第一次到访的游客不容易找到车站入口。车站最早叫做德文郡街站，以老州议会大厦坐落的街道命名。州街站也是迄今为止东波士顿隧道最初开放的车站中，仅剩的仍在使用的车站。
1924年4月18日起，东波士顿隧道被改造成重型铁路，使用重轨地铁车辆。所有车站站台均被改造升高，并采用第三軌道供電。

### 华盛顿街隧道

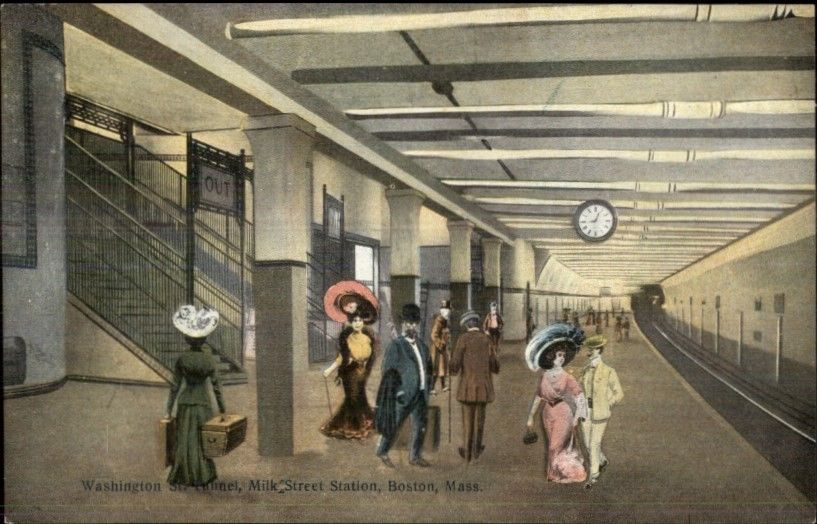
早期明信片上的牛奶街车站

华盛顿街隧道于1908年11月30日开通，干线高架线列车往返于森林山站和沙利文广场站，经停牛奶街站。与隧道上其他车站相似，牛奶街站的两座站台并不相连，北行站台由于主入口设在州街，命名为州街站，南行方向车站设在牛奶街，命名为牛奶街站。

### 马萨诸塞湾交通局时代
1964年马萨诸塞湾交通局接管地铁运营后，东波士顿隧道地铁被改名为地铁蓝线，华盛顿街地铁改名为地铁橙线。1967年1月25日，橙线和蓝线车站名统一为州街站。

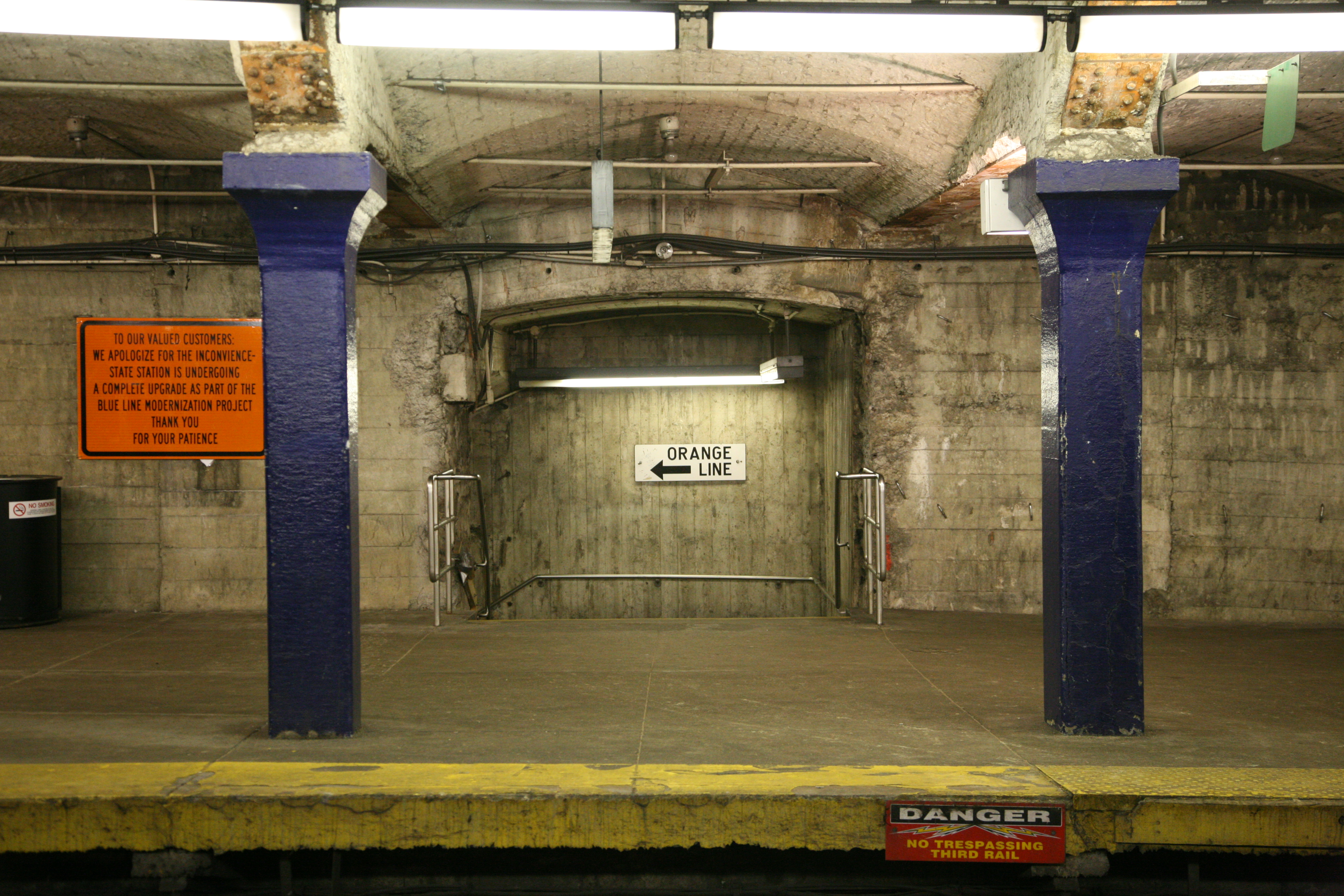
2007年蓝线车站层施工中

为了在西南走廊增加车站，华盛顿街高架线的4节车厢的列车需要更换。1987年8月18日，橙线站台延长工程完工。加长后的站台可供6节车厢组成的地铁列车停靠。
1997年至2000年，市民银行刚搬至车站附近，出资贊助50万美元，将州街站冠名为州街/市民银行。他们希望最终能将车站改为市民银行广场站。最后赞助计划失败，车站名改回州街站。水族馆站 (波士顿地铁)装修改造期间车站关闭，州街站临时更名为州街/水族馆站。
2004年11月起，马萨诸塞湾交通局对州街站进行了一系列改造。 2006年，车站检票口安装了新的查理卡票务系统，迫使蓝线站台在6月24日至7月1日之前暂时关闭。2011年4月，长达六年的重建工程基本竣工。蓝线站台和橙线站台之间用斜坡相连，使整个车站升级为无障碍车站。除了蓝线保丁站以外，橙线和蓝线上其余所有车站均为无障碍车站。
2019年6月24日，马萨诸塞湾交通局董事会批准2970万美元的财政预算，对波士顿北站、干草市场站、州街站和市中心十字站进行清洁、更换寻路指示牌和其他改进。

## 车站结构

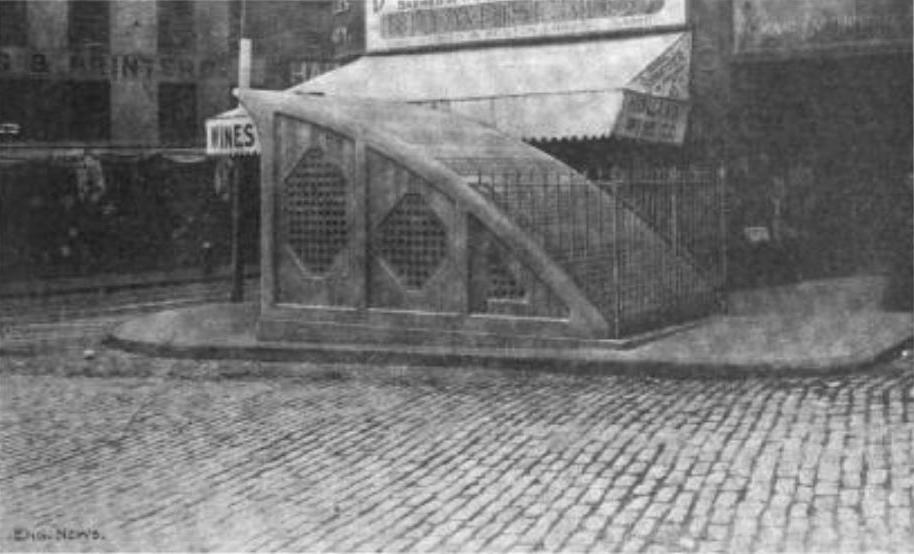
1909年，亚当斯广场车站入口

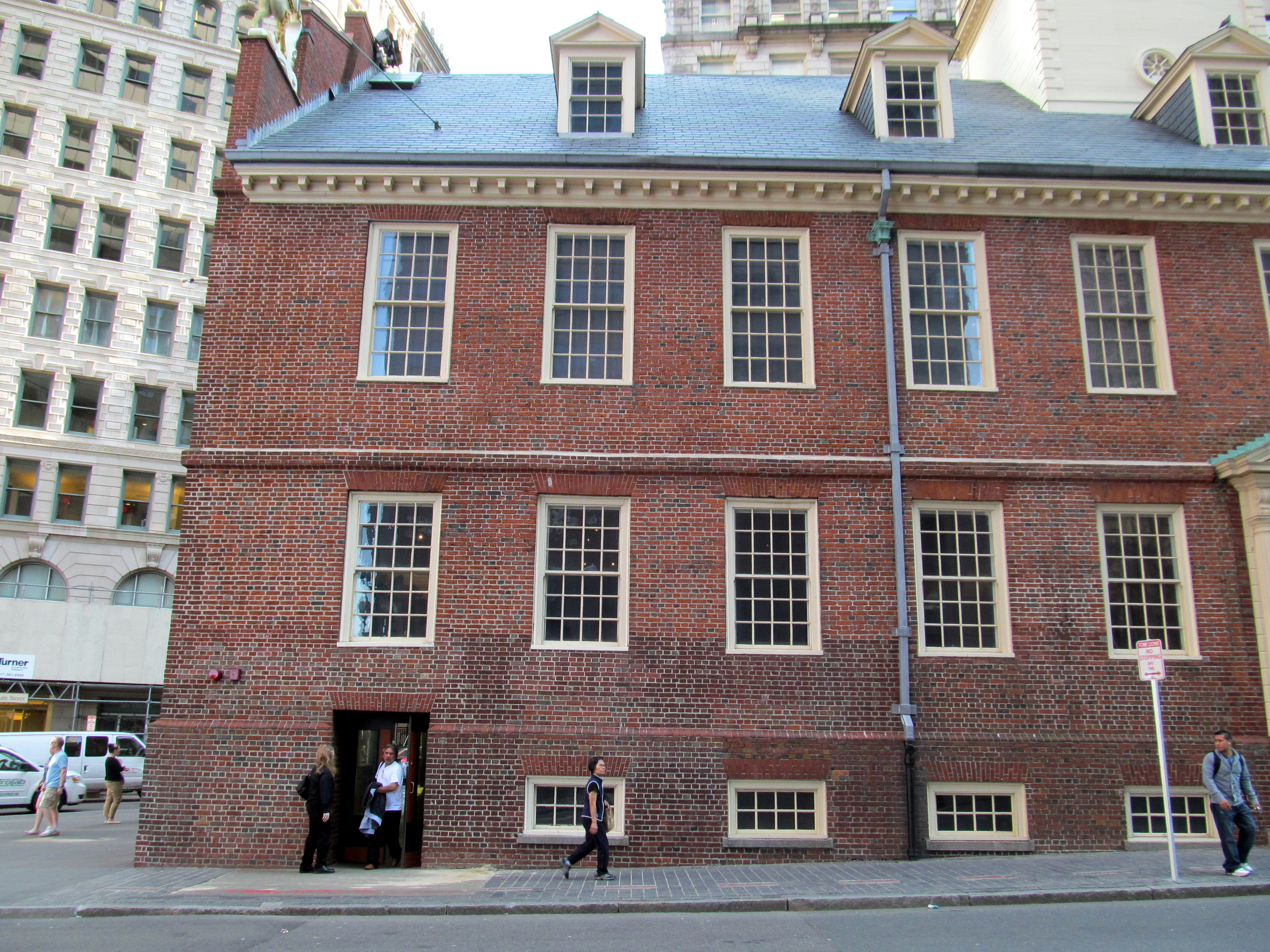
车站位于老州议会大厦的入口，州街侧视角

由于东波士顿隧道的原因，华盛顿街和州街交汇处地下十分狭窄，因此橙线在此站的站台设计与线上其他车站略显不同。橙线南行方向站台在北行方向站台上方，与北行方向站台的最南端交叉，因此南行方向站台经由一个极长的人行隧道与其他三个站台相连。需要换乘的旅客为赶车，有时需要在步道上跑，因此步道也被戏称为“高速公路（the speedway）”。
州街站一共有六个出入口，均位于波士顿政府中心和金融区之间。经过马萨诸塞湾交通局改造后，所有出入口均可到达所有方向站台。车站其中一个站台设在老州议会大厦地下室内，四个出入口设在周围的商业建筑。车站最北边的入口为州街28号政府中心广场的无车站标识的楼梯，该楼梯起初通向亚当斯广场，在广场拆除后目前主要服务于波士顿市政厅。
州街站有三个出入口为无障碍出入口，分别在老南聚会所、州街53号和州街60号，入口装有电梯直达左右车站站台层。其他三座出入口均没有电梯，分别为：老州议会大厦、德文郡街与水街路口和政府中心广场。政府中心广场入口有计划加装电梯。
| G  | 地面               | 出入口                  |
| B1 | 南行               | 往森林山 （市中心十字） |
| B1 | 岛式月台，左侧开门 |                         |
| B2 | 北行               | 往橡树林（干草市场）    |
| B2 | 岛式月台，右侧开门 |                         |
| B2 | 侧式月台，右侧开门 |                         |
| B2 | 西行               | 往保丁 （政府中心）     |
| B2 | 东行               | 往梦幻之地 （水族馆）   |
| B2 | 侧式月台，右侧开门 |                         |

## 公交换乘

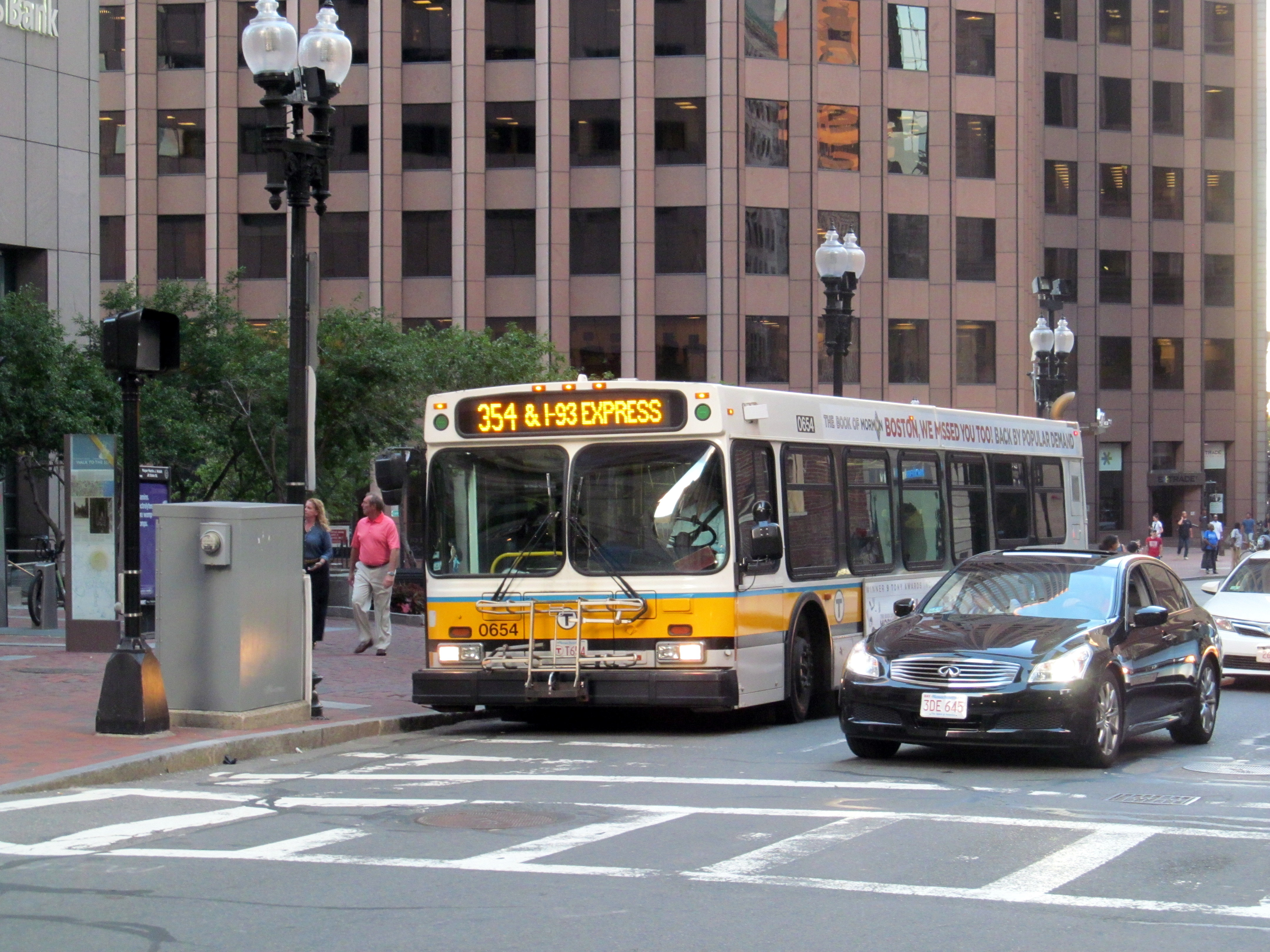
2015年8月，354路公交停靠在州街

州街站附近设有公交车站，可换乘4、92、93、191、192、193、352、354路公交。其中，352及354路公交为城际快捷公交，公交车沿着93號州際公路行驶，到达伯灵顿及沃本市。
市中心十字站是公交车换乘枢纽站，州街是离它最近的蓝线地铁站，从老南聚会所出入口离开车站后仅步行三个街区就能到达。

## 流行文化
- 2013年发行的电子游戏《最後生還者》部分故事发生在波士顿，其中一个场景发生在残破的州街站。[10]
- 2015年发行的电子游戏《辐射4》故事设置在核爆过后的波士顿，游戏中一个叫做“第三铁轨”的酒吧坐落于州街站遗迹中。[來源請求]